# 塔城贸易圈事件
塔城贸易圈事件是於1855年8月26日发生在新疆塔城地区回、汉矿工反抗俄罗斯帝国侵略的历史事件。

## 背景

### 俄罗斯帝国与大清帝国的关系
1727年，中俄签订的《恰克图界约》规定了中俄边境贸易只能在恰克图一地进行。此时，彼得大帝在俄罗斯帝国正在进行改革，俄罗斯进入现代化，工商业的快速发展使得恰克图贸易不足以满足俄罗斯帝国的发展需要。中俄政府对双边贸易的态度截然相反，清政府需要一个稳定的边疆，故禁止俄国与新疆通商。此时，与新疆接攘且吞并大玉兹的准噶尔汗国已被清朝吞并，故清政府允许布鲁特、哈萨克等中亚商人的商业贸易活动。与此同时，哈萨克汗国的小玉兹和中玉兹先后加入俄罗斯帝国，这使得大量冒名和走私商人可以通过哈萨克汗国进入中国。1763年，俄罗斯帝国建立了布赫塔尔明斯克寨堡，1797年，俄国单方面宣布了《布赫塔尔明斯克通商条例》，但遭清政府的拒绝。1803年，俄罗斯在此地设立海关，使得此地成为对新疆开展违禁贸易的中心。与此同时除此之外俄国为了将北美殖民地与中国市场连成一片，派出戈洛夫金使团游说清政府，使团希望求在布赫塔尔玛要塞开辟一个新的贸易口岸，然而这次出使活动已失败告终。1836年，尼古拉一世将俄罗斯帝国农奴地位提升，获得了进行商业活动的自由，贸易活动更加频繁。5月11日沙俄国委员会决定：“用武力为俄国的商业开辟新的通向东方的道路”，并成立“亚洲贸易公司”。1840年，第一次鸦片战争后，俄国向东扩张的步伐加快，1845年，俄国人尼·柳比莫夫秘密潜入新疆境内考察，并认为塔城和伊犁贸易合法化对俄国经济有重大作用。1847年、1848年，东正教北京传道团修士大司祭佟正笏向清政府提交要求在塔城地区、伊犁地区和喀什地区三处通商，均被拒绝。1850年，俄国政府正式提交要求，清政府派伊犁将军奕山谈判，1851年，清政府与俄罗斯帝国签订不平等条约《中俄伊犁塔爾巴哈臺通商章程》，使得俄国政府在伊犁、塔城地区的商业贸易合法化。

### 塔城贸易圈的建立
根据《中俄伊犁塔爾巴哈臺通商章程》第13条规定，在塔城西北方三里处建立贸易圈，由首任驻塔城领事塔塔林诺夫监督修筑。贸易圈共包括51间住房、8间匡苏勒（领事馆）、5间额哲库（哥萨克兵丁）住房以及客房和货站，于1853年建设完毕。

## 事件过程

### 事件起因
雅尔噶图山（右侧地图表示大概位置），是塔尔巴哈台每年的春秋应祭之所，同时出产大量金沙，1853年，清政府为面对太平天国运动时，财政军饷紧张，时任塔爾巴哈臺參贊大臣丰绅计划在此开设金厂并上报清政府“参赞大臣丰绅，接户部来咨，议令各处广为开采，以助饷项”，民间淘金活动得到了政府的允许，大量矿工进入雅尔噶图山开始采金工作。采矿地点距离莫多巴尔卡伦不过70至80里，原在开齐之内。在中俄《勘分西北界约记》的签订之前（1864年之前），清朝政府及矿工认为西至爱古斯河（今阿亚古兹河）及巴爾喀什湖以东都是清朝领土，故认为矿山为中国所有。而俄方则认为该矿山属于俄国属下中玉兹所控地区。

### 事件经过
俄方认为该地为俄方所有故想对在此地采矿的矿工征缴税费，然而遭到了中国矿工的拒绝，因此俄国西锡比尔大臣向伊犁将军奕山递交文书称“中国人民进入俄境挖金，望速撤回，勿令复入。不然，日后不和之事起与不起，我们不保”。清朝政府对此的反应是一方面对俄方申明其对雅尔噶图金矿的主权，一方面却以“金沙不旺”为由关闭金矿、遣散矿工。然而矿工们却不愿意撤出矿场继续私自开采。此后受到俄国压力的当地政府多次派出军队遣散矿工但收效甚微。1855年2月12日，驻塔城领事塔塔林诺夫率人来到金矿强行驱赶矿工并用烟熏死在矿洞里的陈兴、张元、黄保子、王麻子、北大汗、张七等六人，后又枪杀吴三、郭定子、温老五、刘兴、齐永成等五名矿工，同行的安玉贤则被放走。塔城人民向塔城当局申诉，时任塔尔巴哈台参赞大臣英秀随与驻塔城领事塔塔林诺夫进行交涉，俄方答复：“卡伦以里，民人日挖斗金，我们不管。卡伦以外, 是我们哈萨克的地方，你们将民人逐回，不然亦难保事之有无。”面对矿工们的申诉，以负责商贸的官员章京萨碧屯为代表的当地政府拒绝受理此案并责罚了徐天尧、安玉贤等当事人，英秀却又表现的唯唯诺诺，对当地政府不满的矿工们曾直接上书咸丰帝，认为萨碧屯里通外国致使“贼夷仗官势力, 遭害良民”。6月18日，矿工等民众在贸易圈附近集会抗议，当局出兵驱散示威群众。7月31日，徐天尧等人抬着被害矿工的尸体至萨碧屯处，要求其验尸，萨碧屯认为尸体并无指证拒绝验尸。8月22日，安玉贤等人计划火烧贸易圈。8月26日，徐天桡、安玉贤等人聚集数百回、汉民众于四更时分前往贸易圈并点燃了贸易圈附近的草垛，贸易圈随即变为火海，贸易圈内房屋、大量货物都无法幸免，领事与俄国商人则顺利逃离火海。天亮时分，当地官员赶到时将残余货物和几名捡拾残物的民众交与当地乡约看管。

### 事件结果
事后，参赞大臣英秀除了捉拿凶犯外，为防沙俄报复大量调兵，然而只求一方平安的咸丰帝对此次调兵极为不满，除了责问外，派伊犁将军扎拉芬泰一起处理此事，后英秀因抓捕不利被免除了职务。除了英秀外，扎拉芬泰上报了徐天尧控诉萨碧屯之事，萨碧屯被革职，然而革职原因并非因为里通外国，而是因为办事不力。清政府以“研审”为名将徐天尧、安玉贤等当事人押往伊犁。1856年11月，徐天尧和安玉贤被判发往四省烟障之地充军、流放并逮捕其他参与事件的矿工。这种处理，当时的俄国外交大臣哥尔查科夫认为“可能过于严厉”。
1856年1月起，俄国政府多次主动递外交书表示俄国对此事很不满意并多次要求赔偿。后中俄双方对赔偿问题进行了两次谈判。1856年8月到10月，双方代表在伊犁谈判。清政府认为雅尔噶图本为中国地方，领事本职为管理贸易，无权干涉中国人采矿。并表明由于没有条约依据，中方对俄方可以进行酌量贴补但不得以赔偿的名义。俄方则坚决要求赔偿。谈判双方没有达成共识。俄国代表回国。1858年6月，谈判重启，俄国驻伊犁总领事扎哈罗夫与中方代表哈布齐贤在塔城开始谈判。同时俄方在东西边界施加压力。9月10日，清政府与俄政府签署不平等的《中俄塔尔巴哈台议定赔偿条约》。条约规定，第一，将放火矿工“照從前章程擬結，以符定制”。第二，由中方重建被烧毁的俄国贸易圈，后建成规模更大的贸易圈，其中苏勒住房21间、苏克哩塔拉（副领事）13间，比之前增加20间。第三，分三年交清以“贴补”名义的白银13.5682万两，抵武彝茶5千5百箱。

## 事件的影响及举措
事后中方普遍认为塔城贸易圈事件是因为西北各族人民反对俄国入侵而发动的第一次斗争，对此后反对沙俄侵占伊犁、策勒村事件等事件产生了积极影响，伊犁将军扎拉芬泰离开伊犁处理此次事件成为迈买铁里事件的导火索。俄方则认为导致此事件的原因是领事权力过低导致该事件的发生，故次年一名特别授权的哈萨克斯坦法警被派往当地提供帮助并在伊犁和塔城贸易圈驻扎俄兵50人，这是第一次俄国军队在新疆境内享有驻兵权。1858年，赔偿问题解决后，他被提升为一般级别领事，扩大了他与该地区当局互动的能力。